# Holandia na Zimowych Igrzyskach Olimpijskich 1976
Holandię na Zimowych Igrzyskach Olimpijskich 1976 reprezentowało siedmioro zawodników: trzech mężczyzn i cztery kobiety. Był to dziesiąty start reprezentacji Holandii na zimowych igrzyskach olimpijskich.

## Zdobyte medale
| Medal  | Zawodnik        | Dyscyplina           | Konkurencja               | Rezultat     |
| ------ | --------------- | -------------------- | ------------------------- | ------------ |
| Złoto  | Piet Kleine     | Łyżwiarstwo szybkie  | bieg na 10 000 m mężczyzn | 14:50,59 min |
| Srebro | Piet Kleine     | Łyżwiarstwo szybkie  | bieg na 5000 m mężczyzn   | 7:26,47 min  |
| Srebro | Dianne de Leeuw | Łyżwiarstwo figurowe | Solistki                  | 190,24 pkt   |
| Brąz   | Hans van Helden | Łyżwiarstwo szybkie  | bieg na 1500 m mężczyzn   | 2:00,87 min  |
| Brąz   | Hans van Helden | Łyżwiarstwo szybkie  | bieg na 5000 m mężczyzn   | 7:26,54 min  |
| Brąz   | Hans van Helden | Łyżwiarstwo szybkie  | bieg na 10 000 m mężczyzn | 15:02,02 min |

## Skład kadry

### Łyżwiarstwo figurowe
| Zawodnik        | Konkurencja | Nota   | Pozycja |
| --------------- | ----------- | ------ | ------- |
| Dianne de Leeuw | Solistki    | 190,24 | srebro  |

### Łyżwiarstwo szybkie
Mężczyźni
| Zawodnik        | Konkurencja   | Konkurencja   | Konkurencja    | Konkurencja    | Konkurencja    | Konkurencja    | Konkurencja    | Konkurencja    | Konkurencja      | Konkurencja      |
| Zawodnik        | Bieg na 500 m | Bieg na 500 m | Bieg na 1000 m | Bieg na 1000 m | Bieg na 1500 m | Bieg na 1500 m | Bieg na 5000 m | Bieg na 5000 m | Bieg na 10 000 m | Bieg na 10 000 m |
| Zawodnik        | Czas          | Miejsce       | Czas           | Miejsce        | Czas           | Miejsce        | Czas           | Miejsce        | Czas             | Miejsce          |
| --------------- | ------------- | ------------- | -------------- | -------------- | -------------- | -------------- | -------------- | -------------- | ---------------- | ---------------- |
| Jan Bazen       | 39,78         | 6.            |                |                |                |                |                |                |                  |                  |
| Hans van Helden | 40,91         | 19.           | 1:20,85        | 5.             | 2:00,87        | brąz           | 7:26,54        | brąz           | 15:02,02         | brąz             |
| Piet Kleine     |               |               | 1:23,00        | 18.            | 2:02,28        | 6.             | 7:26,47        | srebro         | 14:50,59         | złoto            |

Kobiety
| Zawodnik             | Konkurencja   | Konkurencja   | Konkurencja    | Konkurencja    | Konkurencja    | Konkurencja    | Konkurencja    | Konkurencja    |
| Zawodnik             | Bieg na 500 m | Bieg na 500 m | Bieg na 1000 m | Bieg na 1000 m | Bieg na 1500 m | Bieg na 1500 m | Bieg na 3000 m | Bieg na 3000 m |
| Zawodnik             | Czas          | Miejsce       | Czas           | Miejsce        | Czas           | Miejsce        | Czas           | Miejsce        |
| -------------------- | ------------- | ------------- | -------------- | -------------- | -------------- | -------------- | -------------- | -------------- |
| Christa Jaarsma      | 45,45         | 19.           | 1:34,63        | 23.            | 2:23,98        | 16.            | 5:00,08        | 20.            |
| Annie Borckink       | 46,00         | 23.           | 1:32,50        | 16.            | 2:22,06        | 12.            | 4:56,75        | 15.            |
| Sijtje van der Lende | 46,06         | 24.           | 1:31,66        | 11.            | 2:22,10        | 13.            | 4:50,86        | 9.             |